# Haplochromis bicolor
Haplochromis bicolor (Syn.: Macropleurodus bicolor) ist eine Buntbarschart, die endemisch im ostafrikanischen Viktoriasee vorkommt.

## Merkmale
Die Fischart kann eine Gesamtlänge von 18 cm erreichen. Männchen haben eine dunkel, schiefergraue Grundfärbung und einen hellen, leicht silbrig schimmernden Bauch. Die Körperseiten und die Kiemendeckel schimmern leicht purpurn. Unterkiefer, Wangen, Kehle (Branchiostegalmembranen) und Brust sind schwarz. Die Rückenflosse ist schwärzlich und zeigt auf den Membranen zwischen den Flossenstrahlen rote Punkte und Linien. Die Afterflosse ist grau und trägt purpurne Eiflecke. Weibchen sind gelblich grün mit einem silbrigen Bauch, gelblich grüner Rücken- und Afterflosse, wobei die Rückenflosse gelegentlich zwei Längsstreifen zeigt, und farbloser Schwanz- und Bauchflossen. Neben der beschriebenen Normalform gibt es eine schwarzweiße und eine OB-Morphe (Männchen und Weibchen sind orange-schwarz gefleckt).
Von anderen Haplochromis-Arten unterscheidet sich Haplochromis bicolor vor allem durch die kräftigen Zähne der äußeren Zahnreihe in beiden Kiefern, die schräg abgeschnittene, zweispitzige Kronen besitzen. Die vorn liegende Hauptspitze ist nach innen gerichtet, die hintere Spitze steht senkrecht, ist nur wenig ausgebildet und wegen der extremen Biegung der Hauptspitze nach innen steht sie den Lippen näher als die Hauptspitze. Bei kleinen Exemplaren sind die Zähne der inneren Zahnreihen klein und ein- oder zweispitzig. Bei Individuen, die größer als 8 bis 9 cm (SL) sind, sind die Zähne der inneren Zahnreihen größer und ähneln denen der äußeren Zahnreihe. Deshalb ist auch der bezahnte Bereich der Prämaxillare breiter. Die Zähne der äußeren Zahnreihe sind auch bei geschlossenem Maul sichtbar.

## Lebensweise
Haplochromis bicolor lebt küstennah über sandigem oder felsigem Bodengrund und ernährt sich von Mollusken. Wie alle Haplochromis-Arten ist Haplochromis bicolor ein Maulbrüter.

## Gefährdung
Die Bestände von Haplochromis bicolor sind seit den 1970er Jahren dramatisch eingebrochen. Grund ist die Einführung des piscivoren Nilbarsches (Lates niloticus) durch den Menschen. Seit 1991 wurde die Art im See nicht mehr gesehen und ist dort möglicherweise ausgestorben. Eventuell gibt es aber noch kleine Populationen in geschützten Bereichen des Sees. Die IUCN klassifiziert Haplochromis bicolor deshalb als gefährdet (Vulnerable). Neben der Nachstellung durch den Nilbarsch sind potentielle Restbestände von Haplochromis bicolor durch Hybridisierung mit anderen Haplochromis-Arten gefährdet, da die durch zunehmende Wasserverschmutzung verringerten Sichttiefe des Wassers die Arterkennung und die Wahl des richtigen Geschlechtspartners erschwert. Es gibt noch Bestände in verschiedenen öffentlichen und privaten Aquarien und dort wird versucht die Art durch Erhaltungszucht vor dem Aussterben zu bewahren.